# Dekanat Namysłów zachód
Dekanat Namysłów zachód (do 1 stycznia 2009 Dekanat Namysłów) – jeden z 33 dekanatów w rzymskokatolickiej archidiecezji wrocławskiej.
W skład dekanatu wchodzi 9 parafii:
- parafia św. Anny → Bąkowice
- parafia Wniebowzięcia Najświętszej Maryi Panny→ Biestrzykowice
- parafia Wniebowzięcia Najświętszej Maryi Panny → Ligota Książęca
- parafia św. Michała Archanioła → Michalice
- parafia św. Franciszka z Asyżu i św. Piotra z Alkantary → Namysłów
- parafia Najświętszego Serca Pana Jezusa → Przeczów
- parafia Podwyższenia Krzyża Świętego → Smarchowice Wielkie
- parafia Najświętszego Serca Pana Jezusa → Świerczów
- parafia św. Mikołaja → Wilków koło Namysłowa

## Dziekani
- ks. Józef Wojdak (2009–2013)
- ks. Krzysztof Szczeciński (2013–2021)
- ks. Bartosz Barczyszyn (od 2021)